# 木村剛輔
木村 剛輔（きむら ごうすけ、1917年（大正6年）12月10日 - 1994年（平成6年）8月16日）は、昭和期の政治学者、教育者、政治家。衆議院議員。父は初代法務大臣の木村篤太郎。

## 経歴
神奈川県出身。1942年（昭和17年）東京帝国大学法学部政治学科を卒業。戦後にシカゴ大学で学んだ。
東京帝大法学部助手となり、召集され陸軍中尉で復員した。その後、東京教育大学助教授、シカゴ大学政治学客員教授などを務めた。小田原女子短期大学（現小田原短期大学）を創立して理事長兼副学長に就任した。
1958年（昭和33年）5月の第28回衆議院議員総選挙に神奈川県第3区から出馬したが落選。次の第29回総選挙でも落選したが、1963年（昭和38年）11月の第30回総選挙で初当選し、衆議院議員に1期在任した。この間、自由民主党教育研修局次長を務めた。その後、第31回総選挙に立候補したが落選した。
後に自民党前議員会役員となった。墓所は多磨霊園。

## 訳書
- チャールズ・メリアム著『体系的政治学 第1』鎌倉文庫、1949年。